# Franz Roth
Franz Roth (Memmingen, 27 de abril de 1946) é um ex-futebolista alemão. Ele fez apenas 4 jogos na Seleção Alemã Ocidental, ganhou o apelido "Touro", devido ao seu estilo de jogo físico.

## Biografia
Roth era um jogador forte e quase sempre marcava gols importantes nos jogos decisivos do Bayern de Munique. 
Ele marcou o único gol da final da Recopa Europeia de 1967 contra o Rangers na prorrogação, assim conquistando o primeiro título do Bayern em competições europeias. Ele tambem abriu o placar no final da Liga dos Campeões da UEFA de 1974-75 sobre o Leeds United. Roth marcou pela terceira vez em uma final de competição europeia, aos 57 minutos contra o AS Saint-Étienne na final da Liga dos Campeões da UEFA de 1975-76 e ajudou o clube a conquitar a Liga dos Campeões da UEFA pela terceira temporada consecutiva.
Roth é um dos jogadores mais condecorados da história do Bayern de Munique e foi votado para seu Hall of Fame.
Ele também jogou 4 vezes pela Seleção Alemã entre 1967 e 1970 e não marcou nenhum gol.

## Títulos

### Bayern de Munique
- DFB Pokal: 1965-1966, 1966-1967, 1968-1969, 1970-1971
- Recopa Européia: 1966-1967
- Bundesliga: 1968-1969, 1971-1972, 1972-1973, 1973-1974, 1979-1980, 1980-1981
- Liga dos Campeões da UEFA: 1973-74, 1974-75, 1975-76
- Copa Intercontinental: 1976
- Troféu Santiago Bernabéu: 1979, 1980